# Fred van Dorp
Alfred Carel (Fred) van Dorp (Batavia, 13 oktober 1938 – 9 november 2023) was een Nederlandse waterpolospeler en internationaal scheidsrechter.

## Biografie
Van Dorp nam als waterpoloër deel aan de Olympische Spelen van 1960, 1964 en 1968. Hij eindigde met het Nederlands team tweemaal op een zevende en eenmaal op de achtste plaats. Tijdens de Olympische Spelen in 1968 was hij vlaggendrager bij de openingsceremonie. Na zijn actieve waterpolo-carrière heeft Fred van Dorp vele internationale wedstrijden gefloten als waterpoloscheidsrechter, waaronder de finale op de Olympische Spelen in Barcelona. Ook is hij actief geweest in de technische waterpolocommissie van de LEN.
Zijn broer Tony van Dorp kwam als waterpoloër uit voor de Verenigde Staten. Op de Olympische zomerspelen van 1964 speelden zij tegen elkaar.
Van Dorp overleed op 85-jarige leeftijd.
Fred van Dorp · 
Henk Hermsen · 
Ben Kniest · 
Harry Lamme · 
Bram Leenards · 
Hans Muller · 
Harro Ran · 
Harry Vriend · 
Fred van der Zwan
Jan Bultman · 
Fred van Dorp · 
Henk Hermsen · 
Ben Kniest · 
Bram Leenards · 
Hans Muller · 
Wim van Spingelen · 
Nico van der Voet · 
Harry Vriend · 
Wim Vriend · 
Gerrit Wormgoor
Bart Bongers · 
Fred van Dorp · 
Loet Geutjes · 
André Hermsen · 
Wim Hermsen · 
Hans Hoogveld · 
Evert Kroon · 
Ad Moolhuijzen · 
Hans Parrel · 
Nico van der Voet · 
Feike de Vries · 
Hans Wouda